# Bahnhof (Gemeinde Waldhausen)
Bahnhof ist eine Rotte in der Marktgemeinde Waldhausen im Bezirk Zwettl in Niederösterreich. 2025 gab es hier elf Wohnadressen.

## Geschichte
Der Ort entstand als Bahnhofssiedlung nach 1906 als hier eine Haltestelle der Lokalbahn Schwarzenau–Martinsberg auf den Gründen des Königsbachfeld westlich der Marktgemeinde eröffnet wurde.
1953 wurde neben dem Bahnhof eine Filiale der Lagerhausgenossenschaft Zwettl eröffnet, 1963 kam ein Werkstattzubau dazu.
Seit 1978 ist sie offizieller Teil der Marktgemeinde Waldhausen.